# Myrmarachne nigella
Myrmarachne nigella là một loài nhện trong họ Salticidae.
Loài này thuộc chi Myrmarachne. Myrmarachne nigella được Eugène Simon miêu tả năm 1901.